# Watertoren (Stramproy)
De watertoren in Stramproy diende voor de naast gelegen bierbrouwerij. Sinds 1998 behoort deze toren tot het grondgebied van de gemeente Weert. In 2004 is de toren gerenoveerd en opgenomen in nieuwbouw.